# Pithomstele
Die Pithomstele ist eine 1,28 Meter hohe Stele aus Granit, die im Auftrag Ptolemaios’ II. in Tell el-Maschuta aufgestellt wurde. Die Stele wurde 1883 von Edouard Naville in Tell el-Maschuta entdeckt und befindet sich heute im Ägyptischen Museum Kairo (CGC 22183).
Die 28 Zeilen umfassende, in Hieroglyphenschrift verfasste Inschrift, berichtet die Ereignisse zwischen dem 6. und 21. Regierungsjahr Ptolemaios’ II. (279–264 v. Chr.). Der Text erzählt von einer Reihe von Besuchen der Städte und Tempel im Wadi Tumilat, einem Zug Ptolemaios’ II. nach Syrien, um Götterbilder zurückzubringen, von der Befestigung der Region sowie dem Ausbau des Kanales, der den östlichsten Nilarm mit dem Roten Meer verband. Darüber hinaus wird von Geschenken an die Tempel insbesondere an Atum-Tempel von Pithom (Tell el-Maschuta) sowie dem Besuch der heiligen Stiere berichtet. Zuletzt wird die Gründung der Häfen Arsinoe und Ptolemais Theron und die Verbesserung des Handels zwischen Rotem Meer und Ägypten genannt. Die Stele wurde insbesondere in Bezug auf einen Feldzug Ptolemaios II. nach Syrien diskutiert, der im Text genannt wurde.